# 河井清和
河井 清和（かわい きよかず、1933年8月22日-  ）は、日本の経営者。新キャタピラー三菱社長を務めた。

## 来歴・人物
大阪府堺市出身。1956年に大阪大学工学部を経て、1958年に大阪大学院を修了し、同年に新三菱重工業(のちの三菱重工業)に入社。
1990年6月に取締役に就任し、1992年6月に常務を経て、1995年6月に副社長に就任し、1997年6月には特別顧問に就任。1997年6月から2001年6月までに新キャタピラー三菱社長を務めた。